# Péterfi Károly
Kibédi Péterfi Károly (Sóvárad, Maros-Torda vármegye, 1790. április 17. – Marosvásárhely, 1873. január 23.) református lelkész, filozófus, esztéta, a Magyar Tudományos Akadémia levelező tagja.

## Élete
Péterfi László esperes-lelkész és kovásznai Csorja Juliánna fia. A gimnázium négy alsó osztályában apja tanította; 1803-ban a marosvásárhelyi kollégiumban folytatta tanulását, 1806-ban lépett a felső osztályba, a német és francia nyelvet önerejéből tanulta. Magántanítással segített szorult anyagi viszonyain. 1810-ben báró Bánffy Pál gyermekei, Miklós és Pál mellett nyert magántanítói állást egy évig. 1811-ben a tanulásban és tanításban kimerült; ezért egészsége helyreállítására és anyagi segélynyerés végett júliusban és augusztusban megbízta az iskolai elöljáróság segélypénzgyűjtéssel az intézet szükségének pótlására. Gyűjtött 1200 váltó forintot, ide nem értve az őt illető részt. 1812-ben a legfelső vagy filozófiai osztályban alkalmazták mint köztanítót. E tisztet azonban nem folytatta, mert Degenfeld Miksa gróf magánnevelőnek hívta Ottó fia mellé, ahol a német és francia nyelvet gyakorlatilag is sajátjává tette. 1814-ben a bécsi egyetem hallgatója lett és tanult Prohaskától fiziológiát, Hartmanntól pszichológiát, Hermantól népszerű orvostant, Zemanschektől fizikát és Jacquintől kémiát, valamint szorgalmasan látogatta a gyűjteményeket és könyvtárakat. 1815-ben megválasztották marosvásárhelyi papnak, ahol július elején be is köszöntött a vártemplomban ugyanezen év augusztusában tették le a kistemplom alapkövét, s az építési költség fedezésére lefordította Octaviát Kotzebuetól és Miss Sara Sampsont Lessingtől; utóbbit 1817. június 15-én elő is adta az ott működött erdélyi nemzeti játszótársaság a nevezett célra, mely előadás 1100 rhváltó forintot jövedelmezett. 1818. március 8-án a helyi református egyházközség kinevezte a marosvásárhelyi kollegium bölcseleti tanárának. Tanszékét június 29-én foglalta el, tantárgyát ő kezdte magyarul előadni; utolsó két évében latin irodalmat is tanított. 1834. november 8-án a Magyar Tudományos Akadémia levelező tagjának választotta. A tanvezetői tisztet hat évig, az igazgatóit háromig viselte. Az ifjúsági kölcsönpénztár alapját 1830-ban ő vetette meg. A tanári teendők mellett a Teleki-könyvtár megvizsgálására minden nyáron az egyházi főtanács őt nevezte ki Antal János társával, 1827-ben a marosvásárhelyi zsinatra a püspök kinevezte egyházi beszéd tartására. 1829-ben a bonyhai zsinaton egyik tagja volt azon hármas bizottságnak, melyet avégett küldtek ki, hogy a teológiai irodalomból a papi vizsgálatokra szükséges kézikönyveket kijelölje. Hogy a tudományt nagyobb szorgalommal művelhesse, nyugalmasabb állomást keresett és 1836. október 9-én a tordosi (Hunyad vármegye), jövedelemre nézve elsőrendű eklézsiába ment lelkésznek. Ezen eloláhosodott magyar egyházközséget tespedő állapotából új életre ébresztette; a templomot, cintermet, papi lakot helyreállíttatta; népiskolát építtetett, melyben kiváló gondot fordított a magyar nyelvre. 1848-ban a dühöngő oláhság elől kénytelen volt Szászvárosba menekülni, s négy fiát honvédnek adta; Dániel fia már előbb lett honvéd és Piskinél 1849. február 9. kapott sebében meghalt. Szászvároson a magyar kormánybiztos megkínálta büntető törvényszéki hivatallal; erről ugyan 14 nap múlva, mint a béke embere, lemondott; mégis 1850. szeptember 15-én Szebenbe vitték vizsgálati fogságba, ahonnét november végén szabadult ki. 1850 áprilisában a dévai egyházközség hívta meg papjának és mint a vajdahunyad-zarándi egyházvidék képviselője három zsinaton jelent meg (1850-ben Marosvásárhelyt, 1851-ben Kolozsvárt, 1852-ben Székelyudvarhelyt). Visszavágyott Marosvásárhelyre és a város református egyházközsége meghívta másodszor is papjának; 1855. február 4-én köszöntött be és foglalta el újra állomását. 1867-ben nyugalomba lépett, 1873-ban hunyt el Marosvásárhelyt. Könyveit (173 mű, 287 kötet) 1873. február 5-én gyermekei átadták a marosvásárhelyi református főiskola könyvtárának.

## Munkái
- A tanítónak ujabbani elküldettetése, vagy egy predikátzió, melyet, midőn a maros-vásárhelyi ref. szent ekklezsiától bútsut venne, a reformátusok várbeli templomában 1818. jún. 7. napján elmondott. Sáros-Patak 1820.
- Az igaz filozófus kharaktere, vagy egy beszéd, melyet készített, és midőn professori hivataljában rendesen beállíttatnék... 1818. jún. 29. napján elmondott. Debreczen, 1820.
- Az Istennek országa, nem a setétségnek, hanem a világosságnak, nem a hazugságnak, hanem az igazságnak, nem a véteknek, hanem a virtusnak országa, melynek fényes napja Jézus: tehát: a szabad megvizsgálás és abból származó igaz megvilágosodás, emberi okos rendeltetésünknek egy múlhatatlanul szükséges feltétele. Előterjesztve egy synódusi prédikátzióban; melyet készített... el is mondott Maros-Vásárhelyen jún. 24. 1872-ben. Nagy-Enyed, 1830.
- Hirdetés. Marosvásárhely jan. 13. 1832. (A marosvásárhelyi ev. ref. kollegium programmja).
- Filozófusok és filozófia históriája. Első rész. Régi filozófusok és filozófia históriája; kezdődik Krisztus születése előtt mintegy 1250 esztendőkkel Orpheuson, végződik Kr. sz. után 550 eszt. Simpliciuson, és foglal magában 1800 esztendőket. Maros-Vásárhely, 1833.
- Alapfilozófia. Nagy-Enyed, 1841.
- Az emberi élet valósága és hiábanvalósága, vagy egy beszéd néhai báró Naláczi István koporsója felett. Írta és elmondotta ápr. 2. 1844. Bábolnán. Kolozsvár, 1844.
- Egyháztól búcsuzó beszéd, vagy lelkész végszavai, intései, kérései és kivánságai az elválás örömében és fajdalmában. Irta és elmondotta... a várbeli templomban Maros-Vásárhelyt máj. 26. 1867. Maros-Vásárhely, 1867.
- Közönséges és alkalmi egyházi beszédek. Uo. 1871.
- Egyesség állam- és egyházban (örök béke – egy akol és egy pásztor). Írta maros-vásárhelyi nyugalmazott s nemsokára a természettől is nyugalmazandó 81 éves ev. ref. lelkész... Pest, 1871.
- Gyermekeim kegyeletes emlékeztetése néhai édes anyjok: Böszörményi Máriára. Maros-Vásárhely, 1871.

### Kéziratban
Középkori filozofusok és filozófia históriája 800-1650-ig, 4 r. 41 ív; Az új idő filozófiai históriája a XV. századtól a jelen korig 1832. 4r. 36 ív; Logika vagy gondolkodás törvényei, tudománya, 4r. 18 ív; Metaphysika vagy esmérettudománya 1830. 4 rét 18 és fél ív; Izléstudomány, vagy aesthetika, ugyanez latinul is, 12 ív; Természettörvénye 1829. 4rét 17 ív; Erkölcs vagy virtustudomány 8rét; Vallás, vagy kegyesség tudománya 8rét; Népszerű filozofia, vagy filozófiai vizsgálódás az emberről, és emberi társaságról, annak lakhelyéről a földről, a testi és lelki világról, 4rét 84 ív; Tapasztalási embertan, physiologia és anthropologia; Psychologia empirica, vagy tapasztaláson épült lélektudomány 1819. 8rét 9 ív; Introductio universalis in philosophiam 1826. 8rét 10 ív (mindezen bölcseleti kéziratai a maros-vásárhelyi ev. ref. kollegium könyvtárában vannak); Innepi beszéd 25, évszaki 10, közönséges 12, temetési 2, synodusi 1, beköszöntő 1, kibucsuzó 1, népiskola állítása, föntartása és czéljára nézve tartott beszéd 3, confirmatioi 2, házassági eskető 2, király születése s első gyermeke születése ünnepére írt beszédek és imák 4, Calvin élete és történetei, összesen 64; Egyház, állományhozi viszonyban, okosság jogtani szempontból 4 rét 13 és fél iv; Országlattan; Erdélyi statisztikai előterjesztése. Jegyzetek a lélektanhoz, Elegyes jegyzetek, Politikai geographia, Synopsis ethices brevissima, Közönséges historia, Időszámlálási rövid történelem, A római birodalom históriája, Római régiség, Régi Görögország, Önéletírás; Kampe Erkölcsi könyvecskéje, for. 1813.; Kampe okos magaviselet tudománya, ford. 1813.; Horatius: Satyrák I. köt. 1. és 6. satyra, ford. levelek I. köt. 1-14. és 16-18 ford., Ars poeticája felbonczolása, Excerpta et flosculi de melioribus auctoribus; Filozofiai mesterszók 3 ív, Magyarra fordítni való terminusok 8rét. 2 levél, Uj magyar szók jegyzéke 4 r. 1 levél. Bevételeiről és kiadásairól pontos naplót vezetett 1816. januártól kezdve 1872. október 19-ig, a mikor fekvő beteg lett és többé föl sem kelt. (Mindezen kéziratok a 19. század végén a család birtokában voltak).